# Gerhard Tremmel
Gerhard Tremmel (München, Nyugat-Németország, 1978. november 16. –) német labdarúgó, aki jelenleg a Swansea Cityben játszik, kapusként.

## Pályafutása

### Németországban és Ausztriában
Tremmel ifiként többek között a Bayern München és az 1860 München akadémiáján is megfordult. Felnőtt pályafutását az SpVgg Unterhachingban kezdte. 2002-ben távozott Bajorországból, és a Hannover 96-hoz, majd a Hertha BSC-hez csatlakozott. A 2004-05-ös szezont a Hertha BSC II-ben töltötte. 2006-ban az Energie Cottbus játékosa lett, majd 2010. április 29-én bejelentette, hogy szeretne távozni. Május 7-én bejelentették, hogy a következő szezonban visszatér a Herthához, de végül meghiúsult az üzlet, és május 20-án a Red Bull Salzburg kapusa lett.

### Swansea City
2011. augusztus 30-án Tremmelt ingyen leigazolta a Premier League-ben szereplő Swansea City, miután próbajátékon vett részt a klubnál. Tétmeccsen 2012. január 7-én mutatkozott be az első csapatban, egy Barnsley elleni 4-2-es FA Kupa-meccsen, melyet klubja 4-2-re megnyert. A Premier League-ben február 26-án, a Stoke City ellen 2-0-ra elvesztett találkozón debütált. Miután Michel Vorm 2012. október 27-én megsérült, Tremmel először védhetett egymást követő mérkőzéseket a Swansea színeiben. A Tremmellel felálló csapat hétmeccses veretlenségi sorozatot produkált, legyőzve többek között a Liveproolt, a Newcastle Unitedet és az Arsenalt. Teljesítménye után a klub akkori menedzsere, Michael Laudrup is megdicsérte.
2013. február 7-én 2015 nyaráig meghosszabbította szerződését a walesi székhelyű klubbal. Február 24-én, a 2013-as Ligakupa-döntőn is ő védett, ahol csapat 5-0-ra legyőzte a Bradford Cityt. 2015. május 28-án bejelentette, hogy nem hosszabbítja meg szerződését a csapattal, így ingyen távozik. Augusztus 11-én azonban mégis aláírt egy új, két évre szóló kontraktust. 2016. január 28-án kölcsönben a Werder Bremenhez igazolt.